# Baniana centrata
Baniana centrata är en fjärilsart som beskrevs av Paul Dognin 1912. Baniana centrata ingår i släktet Baniana och familjen nattflyn. Inga underarter finns listade i Catalogue of Life.